# Texas (együttes)
A Texas skót pop rock együttes. 1986-ban alakultak Glasgow-ban. Alapító tagja Johnny McElhone, aki  korábban az Altered Images és Hipsway zenekarok tagja volt. Nevüket a Párizs, Texas című filmről kapták.
Első nagylemezük, a Southside 1989-ben jelent meg. Az albumról kimásolt "I Don't Want a Lover" című dal nagy sláger lett. A Southside a harmadik helyet szerezte meg a brit albumlistán, a Billboard 200-as listán pedig a nyolcvannyolcadik lett. Az albumból több, mint kétmillió példány kelt el világszerte. Következő két albumuk, a Mothers Heaven (1991) és a Ricks Road (1993) már kevésbé voltak sikeresek.
1997-es White on Blonde című nagylemezük ismét sikeres lett, az Egyesült Királyságban hatszoros platinalemez lett. A következő, The Hush (1999) című lemezük szintén sikeres volt, éppúgy, mint a 2000-ben megjelent Greatest Hits című válogatáslemezük. Ezután két albumot adtak ki, a 2003-as Careful What You Wish Fort és a 2005-ös Red Book-ot. Ezek után szünetet tartottak, énekesnőjük, Sharleen Spiteri pedig kiadott egy szóló albumot, a Melodyt (2008).
Az együttes több mint 40 millió lemezt adott el világszerte. 2017-es Jump on Board című lemezük bekerült a Top 10-be Belgiumban és Franciaországban, a Hi című 2021-es albumuk pedig első lett Skóciában.

## Tagjai
- Sharleen Spiteri – ének, gitár, billentyűk (1988–)
- Ally McErlaine – gitár (1988–)
- Johnny McElhone – basszusgitár, gitár, billentyűk (1988–)
- Eddie Campbell – billentyűk (1991–)
- Tony McGovern – gitár, vokál (1999–)
- Cat Myers – dob (2021–)

Korábbi tagok
- Stuart Kerr – dob, vokál (1989–1991)
- Richard Hynd – dob (1991–1999)
- Mike Wilson – dob (1999–2001)[6]
- Steve Washington – dob (2001–2003)
- Neil Payne – dob (2003–2006)
- Michael Bannister – billentyűk (2005–2019)
- Ross McFarlane – dob (2011–2019)

## Diszkográfia
- Southside (1989)
- Mothers Heaven (1991)
- Ricks Road (1993)
- White on Blonde (1997)
- The Hush (1999)
- Careful What You Wish For (2003)
- Red Book (2005)
- The Conversation (2013)
- Jump on Board (2017)
- Hi (2021)